# Радован Цветковски
Радован П. Цветковски (на македонска литературна норма: Радован П. Цветковски) е писател от Северна Македония.

## Биография
Роден е в 1931 година в демирхисарското село Сопотница, Кралство Югославия. Завършва Висшето педагогическо училище в Битоля, а след това Философския факултет на Скопския университет. Пише в изданията „Развиток“ и „Битолски вестник“. Директор ОУ „Д-р Трифун Пановски“ в Битоля.
Цветковски е част от Битолския книжовен кръг и е член на Дружеството на писателите, на Дружеството на фолклористите на Македония, на Македонското научно дружество - Битоля. Част е от редакцията на списание „Современост“.
Носител е на Орден за военни заслуги със сребърни мечове (1977), както и на наградата за цялостно творчество на община Демир Хисар (2010)